# Новотимофеевка (Омская область)
Новотимофеевка — деревня в Полтавском районе Омской области России. Входит в состав Воронцовского сельского поселения.

## История
Основана в 1910 году. В 1928 году состояла из 49 хозяйств, основное население — украинцы. В составе Воронцовского сельсовета Полтавского района Омского округа Сибирского края.

## Население
| 1926 | 2010 |
| ---- | ---- |
| 246  | ↘161 |